# Bajo de jazz
El término bajo de jazz (jazz bass en inglés) hace referencia al conjunto de técnicas que emplean los bajistas y contrabajistas de jazz y jazz fusion para improvisar un acompañamiento o efectuar un solo sobre un tema. 

## Funciones del bajo en el jazz
La función principal del bajista en el jazz, como en cualquier otro estilo musical, es mantener el tiempo. En conjunción con la batería, el bajista establece un pulso rítmico que marca el beat sobre el que improvisan los demás músicos. Desde el punto de vista rítmico se distinguen tres estrategias básicas, en función de dónde acentúe la sección rítmica la ejecución de las notas:
- Tocar por delante del beat, como hacen, por ejemplo, Eddie Gómez y Steve Gadd en el tema de Chick Corea "Three Quarters"
- Tocar detrás del beat, tal y como hacen, por ejemplo, Sam Jones y Billy Higgins en Eastern Rebellion, de Cedar Walton
- Tocar sobre el beat, con un fuerte sentido del swing. Paul Chambers y Jimmy Cobb, en el clásico Kind of Blue de Miles Davis nos dan un buen ejemplo.[1]

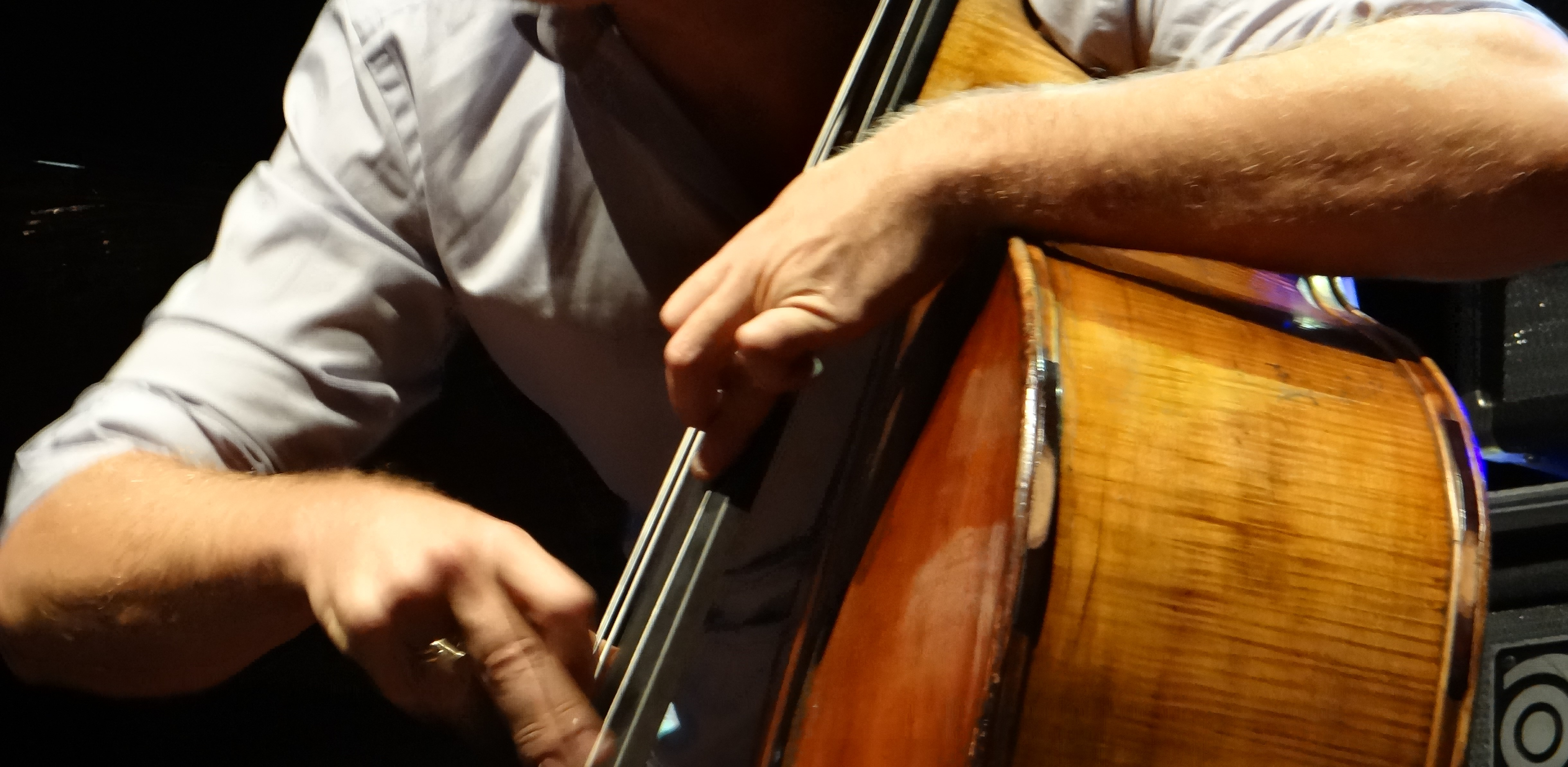
Avishai Cohen

La otra función principal de todo bajista es delinear el marco armónico del tema, generalmente con una línea de walking bass, una referencia esencial para el resto de los músicos de la banda. El bajista parte de la información contenida en los acordes para determinar qué notas pueden formar parte de la línea, estableciendo así la línea básica que estructurará el tema desde el punto de vista armónico.

## El contrabajo en el jazz
Los músicos de Nueva Orleans cuentan la historia de que fue Bill Johnson, contrabajista con arco de la Original Creole Band, el primer bajista en adoptar el estilo pizzicato en 1911, al verse obligado a ello cuando se le rompió el arco en medio de un concierto. Sea como fuere, lo cierto es que en este tiempo la tuba le hacía la competencia al contrabajo entre los músicos de Nueva Orleans como instrumento principal para ejecutar la línea de bajo, hasta el punto de que aún en la década de 1930 muchos contrabajistas de jazz (John Kirby, Red Callendar, entre otros) podían tocar la tuba, un instrumento ya en desuso.

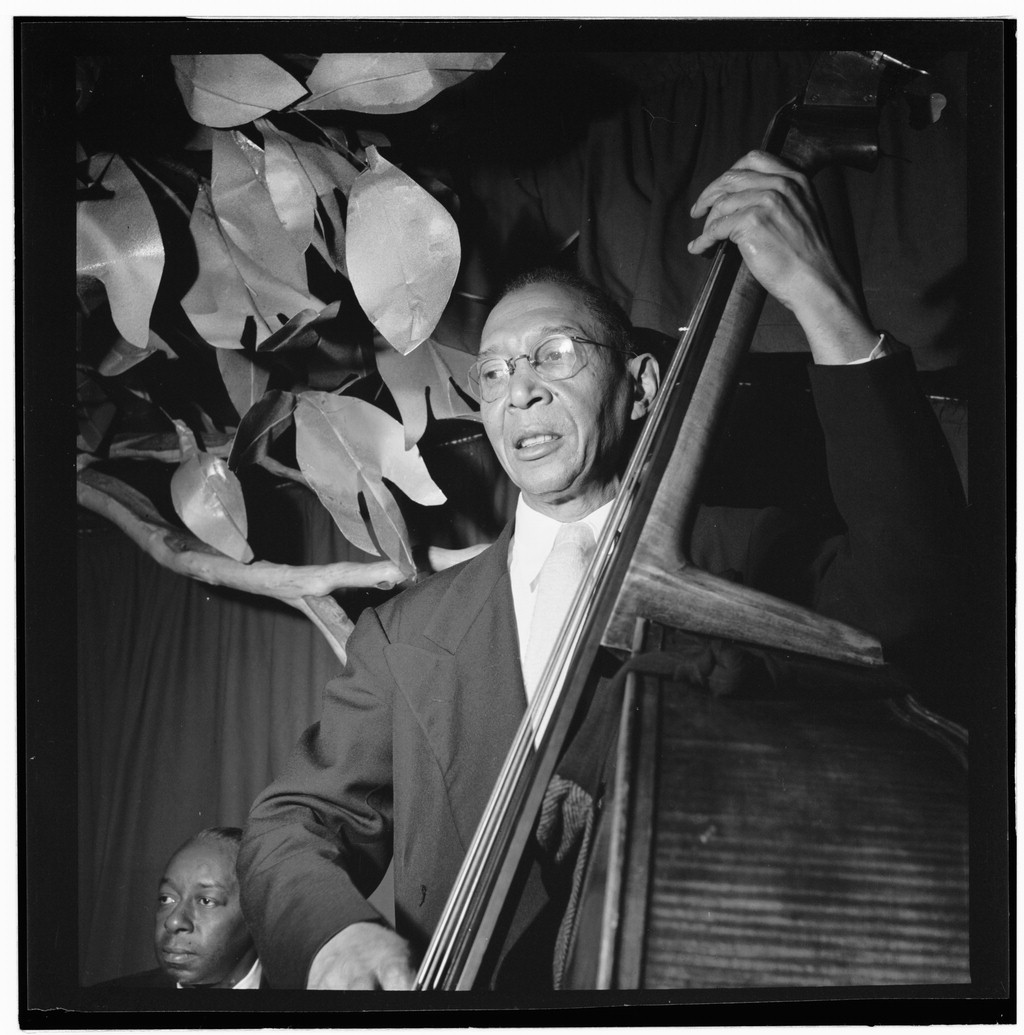
Pops Foster.

De entre los primeros contrabajistas de jazz, el más importante fue Pops Foster, quien trabajó con Freddie Keppard, King Oliver, Kid Ory, Louis Armstrong, Sidney Bechet y todos los demás grandes músicos de Nueva Orleans. Fácilmente identificable por su técnica de slap, que continuó exhibiendo en sus solos hasta finales de la década de 1960, Foster fue, al lado de Steve Brown, Bill Johnson o Wellman Braud el iniciador de una tradición que continúa con John Kirby y Walter Page, los dos más grandes contrabajistas de la era del swing, además de Slam Stewart y Bob Hagart.
Sin embargo, la historia del moderno contrabajo de jazz comienza con Jimmy Blanton, el bajista de la orquesta de Duke Ellington. Blanton comparte con el guitarrista Charlie Christian algunas interesantes y trágicas simetrías: ambos reescribieron por completo el lenguaje de sus instrumentos, ninguno de ellos llegó a efectuar una grabación bajo su nombre, los dos intervinieron en las jam sessions que tuvieron lugar en el Mynthon's Playhouse de Harlem donde se gestó el movimiento bop y los dos murieron también de la misma enfermedad, el mismo año, sin haber llegado a la tercera década de vida (Blanton murió con 23 años). La banda de Duke Ellington de comienzos de la década de 1940 está considerada como la mejor de la carrera de Ellington, debido sobre todo a la presencia de Blanton, quien había aportado un extraordinario grado de solidez rítmica y armónica, estableciendo el contrabajo, por primera vez en la historia, como un instrumento solista de pleno derecho.

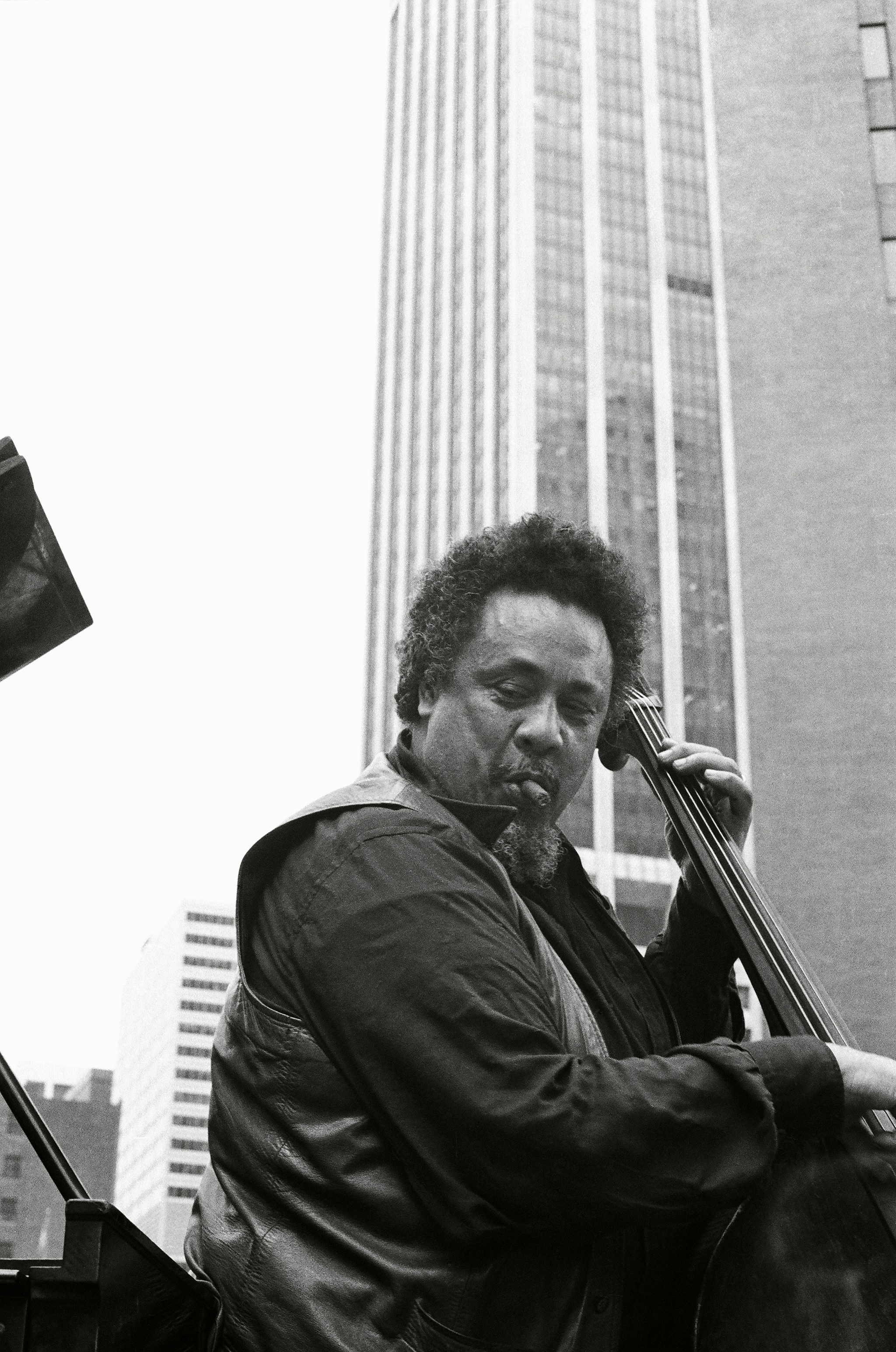
Charles Mingus.

Oscar Pettiford es el segundo de los grandes contrabajistas de jazz, después de Jimmy Blanton. Segundo bajista de Ellington, tras la muerte de aquel, es también conocido por haber popularizado el chelo en el mundo del jazz, un instrumento que han adoptado posteriormente bajistas como Doug Watkins, Ron Carter o Peter Warren. La extraordinaria precisión rítmica de Ray Brown la solidez y el buen gusto melódico del bajista de los tríos de Oscar Peterson y Gene Harris, han hecho de él una de las figuras con una de las discografías más impresionantes del mundo del jazz. Charles Mingus, fallecido en 1979, es una de las figuras más importantes de la historia del jazz, no solo por su papel como pionero del instrumento, sino -y sobre todo- por su faceta de compositor y director musical de vanguardia.
El trío Pettiford/Brown/Mingus está a la cabeza de una generación de contrabjistas brillantes que incluye a Chubby Jackson, Eddie Safranski, Milt Hinton, George Duvivier, Percy Heath, Tommy Potter, Curtis Counce, Leroy Vinnegar, Red Mitchell, Chuck Israel, Wilbur Ware y, especialmente, Paul Chambers. Con Ware y Chambers nos introducimos en el círculo de bajistas de hard bop, en el que se integran Jimmy Woode, Wilbur Little, Jymie Merritt, Sam Jones, Doug Watkins o Reginald Workman.
Charlie Haden, en sus trabajos con Ornette Coleman, con Keith Jarrett y con su propia banda Quartet West ayudó a redefinir el lenguaje del moderno post bop, y dio un nuevo impulso a su instrumento sin pretender convertirlo en un instrumento solista. El original sentido del tiempo de Haden, que el músico estira y deforma a su antojo, no le ha hecho perder de vista jamás su obligación principal como bajista (establecer el pulso armónico y rítmico de la banda) ayudado de su característico sonido. Scott Lafaro, muerto con tan sólo 25 años, se estableció como uno de los más grandes instrumentistas de su época gracias a su trabajo con Bill Evans. El énfasis en las notas agudas, su velocidad de ejecución y la comunicación que estableció con Evans resultaron tremendamente estimulantes e influyentes para toda una plétora de contrabajistas y bajistas eléctricos que vinieron después de él, incluyendo a Dave Holland o a Jaco Pastorius.

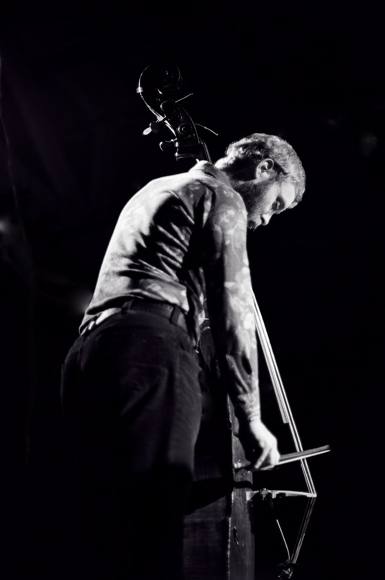
Dave Holland.

Otros nombres importantes de la corriente principal del jazz durante las décadas de 1960, 1970 y 1980 en el contrabajo son Jimmy Garrison, bajista de John Coltrane y famoso por sus efectos de bajo flamenco; David Izenzon quien presenta en el contrabajo una sonoridad similar a la de la guitarra; Richard Davis, quien ha dominado todos los espectros con igual perfección, desde la música sinfónica hasta todas las vertientes del jazz; Ron Carter, quien se dio a conocer con Miles Davis, y quien se expresa con igual soltura con el contrabajo, con el chelo o con el contrabajo piccolo; Chuck Israels, Gary Pecock, Steve Swallow y Barre Phillips, de quienes destacan su sensibilidad y su flexibilidad; Eddie Gomez, quien fue uno de los más ajetreados contrabajistas de sesión en Nueva York durante las décadas de 1970 y 1980; Cecil McBee y Buster Williams, quienes recogen la tradición de Coltrane en el contrabajo; David Friesen y Glen Moore, quienes han surgido en el jazz con un buen número de grabaciones de música de cámara a sus espaldas; o Stafford James, Mark Johnson, Clint Houston, Dave Williams, Calvin Hill, Cameron Brown, Michael Moore, Mike Richmond, Harvie Swartz, Frank Tusa, Gene Perla, Wayne Dockery, además del francés Henry Teixier, el húngaro Aladar Page, el alemán Günter Lenz, el sueco Palle Danielsson, el danés Niels-Henning Orsted Pedersen (el contrabajista de mayor éxito en Europa), el británico Dave Holland (cuya carrera experimentó un notable impulso a raíz de su colaboración con Miles Davis), y los checos George Mraz o Miroslav Vitous, miembro fundador de Weather Report.

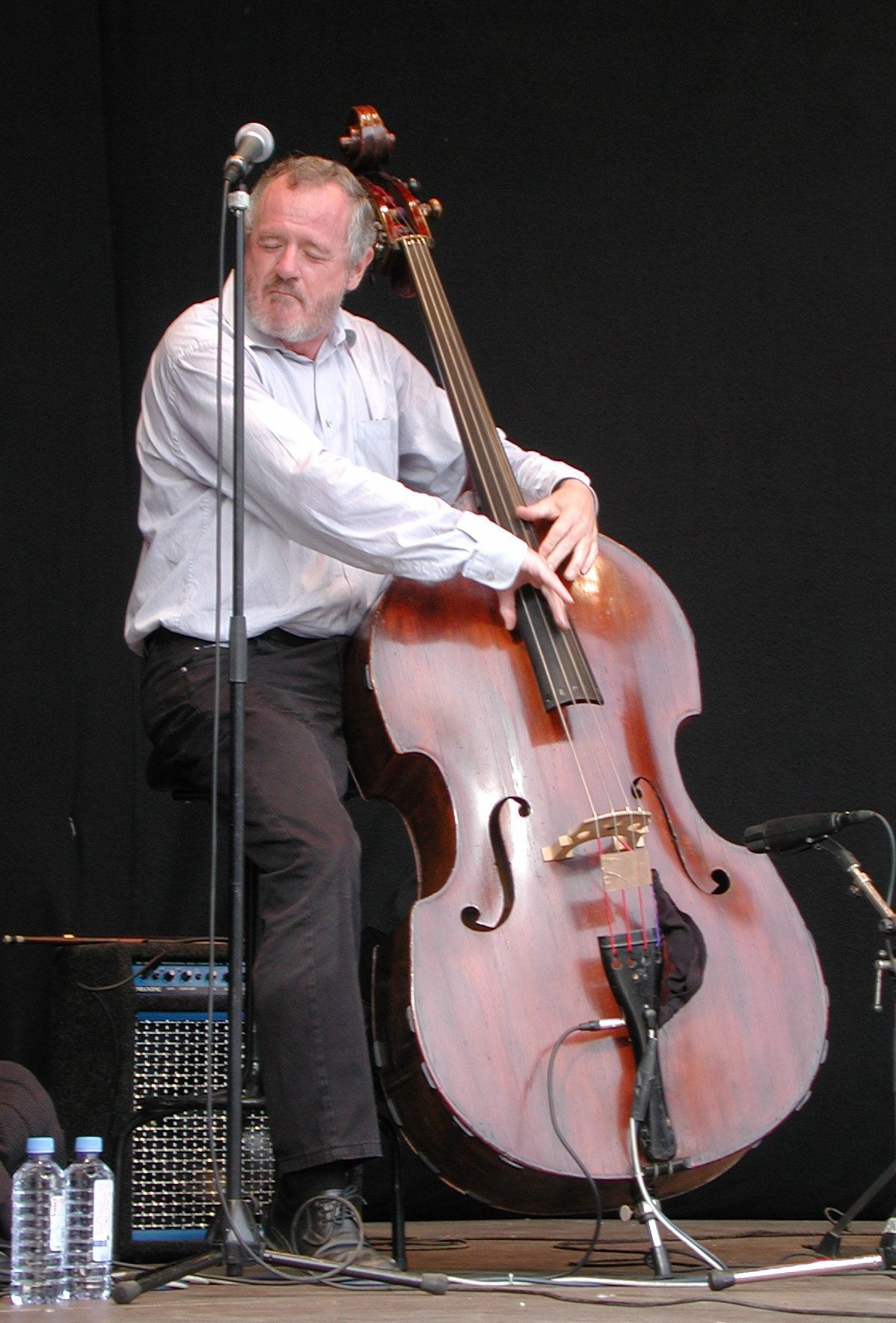
NHØP.

Entre los contrabajistas de free jazz cabe destacar a Buell Neidlinger, Peter Warren, Jack Gregg, Sirone, Henry Grimes, Alan Silva, Malachi Favors, Fred Hopkins, Mark Helias, John Lindberg, Rick Rozie, Francisco Centeno, el mexicano Itzam Cano,el británico Brian Smith, los japoneses Yoshizawa Motoharu y Katzuo Kuninaka, el austríaco Adelhard Roidinger, el noruego Arild Andersen, el italiano Marco Mellis, los holandeses Arjen Gorter y Maarten van Regteren-Altena, los alemanes Peter Kowald y Bushi Niebergall o el sudafricano Johnny Dyani.

## El bajo eléctrico y el jazz

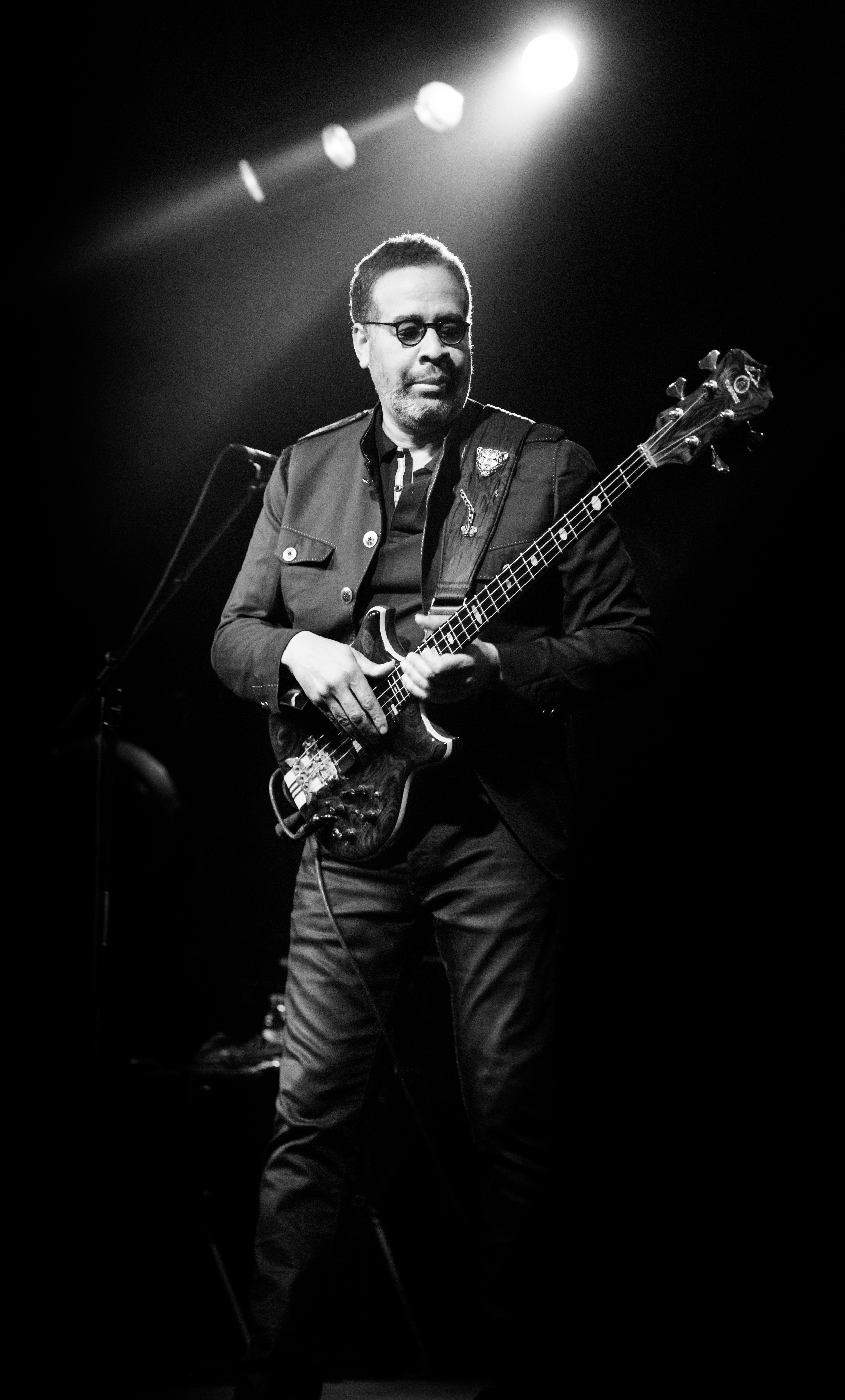
Stanley Clarke.

El bajo eléctrico comienza su andadura en el jazz de la mano de Monk Montgomery, hermano de Wes y bajista de la orquesta de Lionel Hampton. En 1952 el bajo eléctrico, era un instrumento muy novedoso y la mayoría de los contrabajistas de jazz lo despreciaban como un instrumento bastardo e inexpresivo. Sin embargo, en parte debido al interés que había suscitado el instrumento en manos de Montgomery y en parte debido a las ventajas en cuanto a transportabilidad y volumen que el bajo eléctrico presentaba respecto al contrabajo, el nuevo instrumento fue poco a poco ganando en popularidad, especialmente en otros ámbitos como el pop, el rock and roll y el r&b
El mundo del jazz tuvo que esperar más de 20 años para recibir al primer instrumentista de prestigio que había decidido adoptar el bajo eléctrico con todas sus consecuencias. Fue Stanley Clarke, un músico de exquisita educación que había crecido con los sonidos del funk y del jazz, el primer bajista eléctrico de importancia en la historia del jazz, y sus primeras apariciones tuvieron lugar a inicios de la década de 1970, con prestigiosa banda de jazz fusion Return to Forever, liderada por Chick Corea. Sin embargo, el gran revolucionario que estaba esperando el instrumento fue Jaco Pastorius, un bajista eléctrico puro (Stanley Clarke había comenzado como contrabajista, un instrumento al que volverá intermitentemente a lo largo de su carrera) que estaba llamado a reescribir la historia de su instrumento tal y como hizo Charlie Parker en el saxofón. Tras un primer disco homónimo absolutamente revolucionario en el que Pastorius hacía gala de una capacidad técnica y expresiva inimaginable para el resto de sus colegas, que se convertiría en el disco más influyente de la historia grabado por un bajista, Jaco continuó su carrera al lado primero de Pat Metheny y luego junto a la Weather Report, de Joe Zawinul y Wayne Shorter, con quienes Pastorius alcanzó fama mundial, estableciéndose como el más importante bajista eléctrico del mundo. Problemas de muy diverso tipo pusieron fin en 1987 a la meteórica carrera de Jaco, uno de los pocos músicos que han sido capaces de revolucionar de arriba abajo la historia, la técnica y la función de su instrumento.

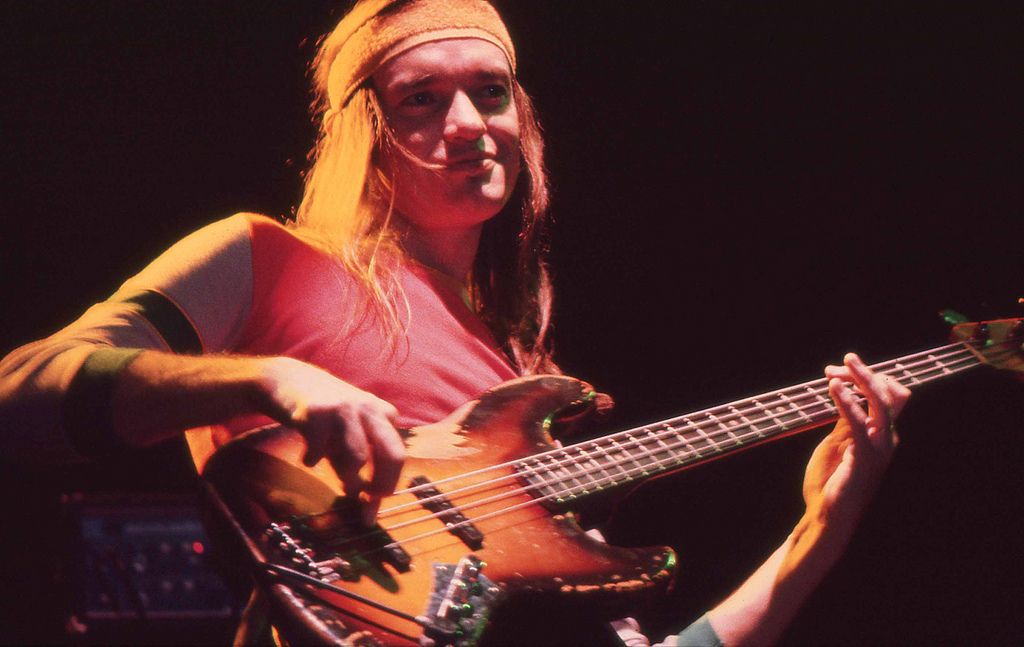
Jaco Pastorius.

Cotemporáneos a Pastorius son Jimmy Johnson, quien populariza el bajo de 5 cuerdas en sus trabajos con Allan Holdsworth y Lee Ritenour, mientras que Anthony Jackson, un afamado bajista de sesión hace lo propio con el bajo de seis cuerdas. Steve Swallow, un músico de jazz tradicional anterior a Pastorius, desarrolla su actividad exclusivamente en el bajo eléctrico tocado con púa desde 1970, mientras que Paul Jackson, se hace famoso con The Headhunters tocando su Telecaster Bass. La primera generación de bajistas eléctricos post-Jaco emerge a principios de la década de 1980: Marcus Miller y Darryl Jones saltan a la fama bajo los auspicios de Miles davis, mientras que el virtuoso Jeff Berlin desarrolla una carrera que tiene al jazz como referente marginal. Mark Egan, el bajista original del Pat Metheny Group recoge la tradición de Pastorius, al igual que Victor Bailey, su sucesor en Weather Report. Steve Rodby sucede a Egan en el grupo de Metheny, mientras que John Patitucci, de la Chick Corea Elektric Band se convierte en uno de los primeros músicos en dominar por completo el bajo eléctrico y el contrabajo. Gary Willis, bajista de Tribal Tech, da una nueva vuelta de tuerca a las enseñanzas de Pastorius, mientras que los grandes virtuosos Victor Wooten, Michael Manring y Oteil Burbridge desarrollan un estilo no focalizado en el jazz, pero en el que la tradición jazzística es una referencia imprescindible.